# Хацфельд
О дворянском роде см. Хацфельды
Хацфельд (нем. Hatzfeld) — город в Германии, в земле Гессен. Подчинён административному округу Кассель. Входит в состав района Вальдек-Франкенберг.  Население составляет 3259 человек (на 30 июня 2009 года). Занимает площадь 58,51 км². Официальный код — 06 6 35 014. Город подразделяется на 6 городских районов.
В Средние века замок и поселение принадлежали одноимённому феодальному роду.

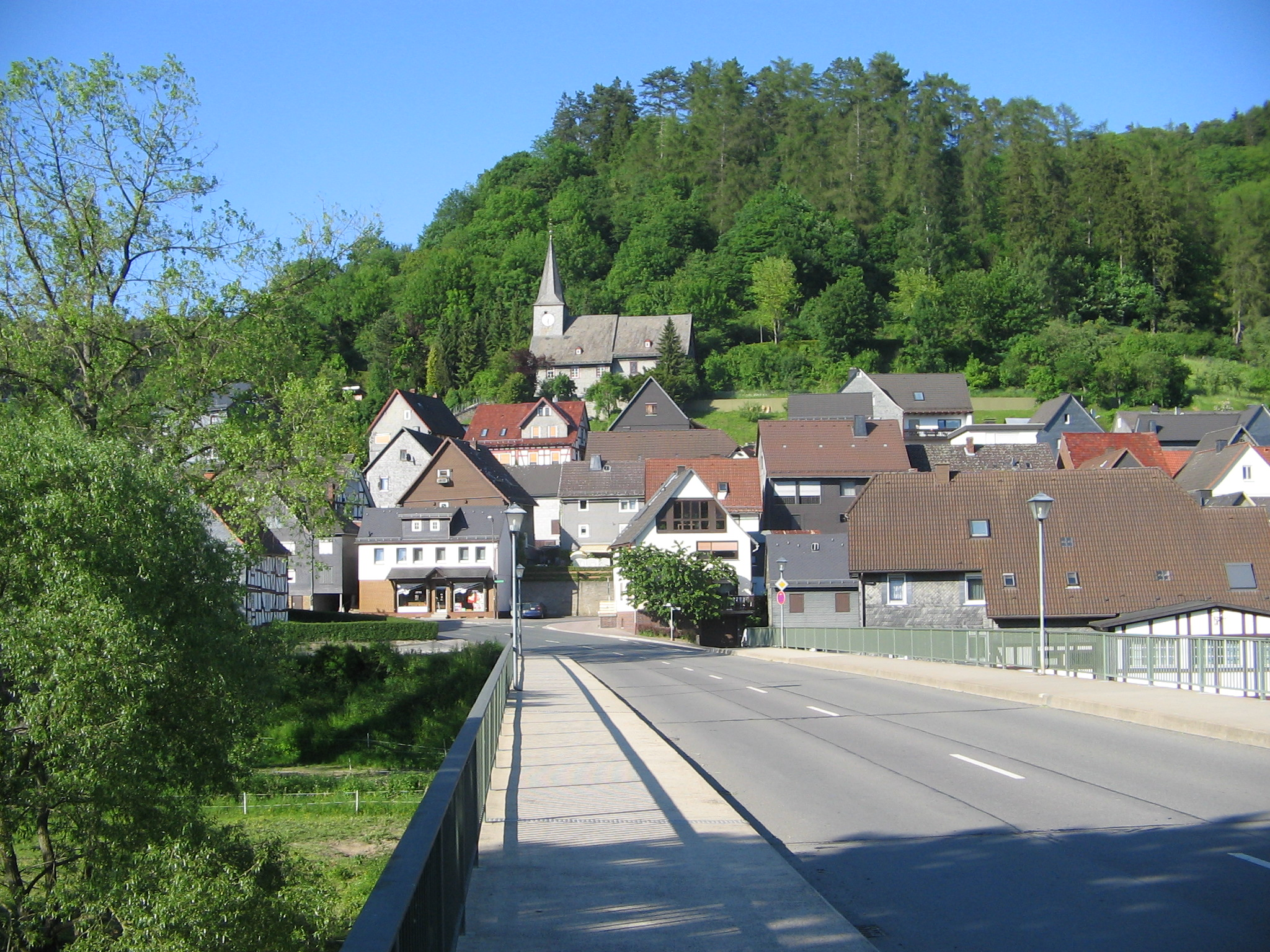
Хацфельд летом 2006 года
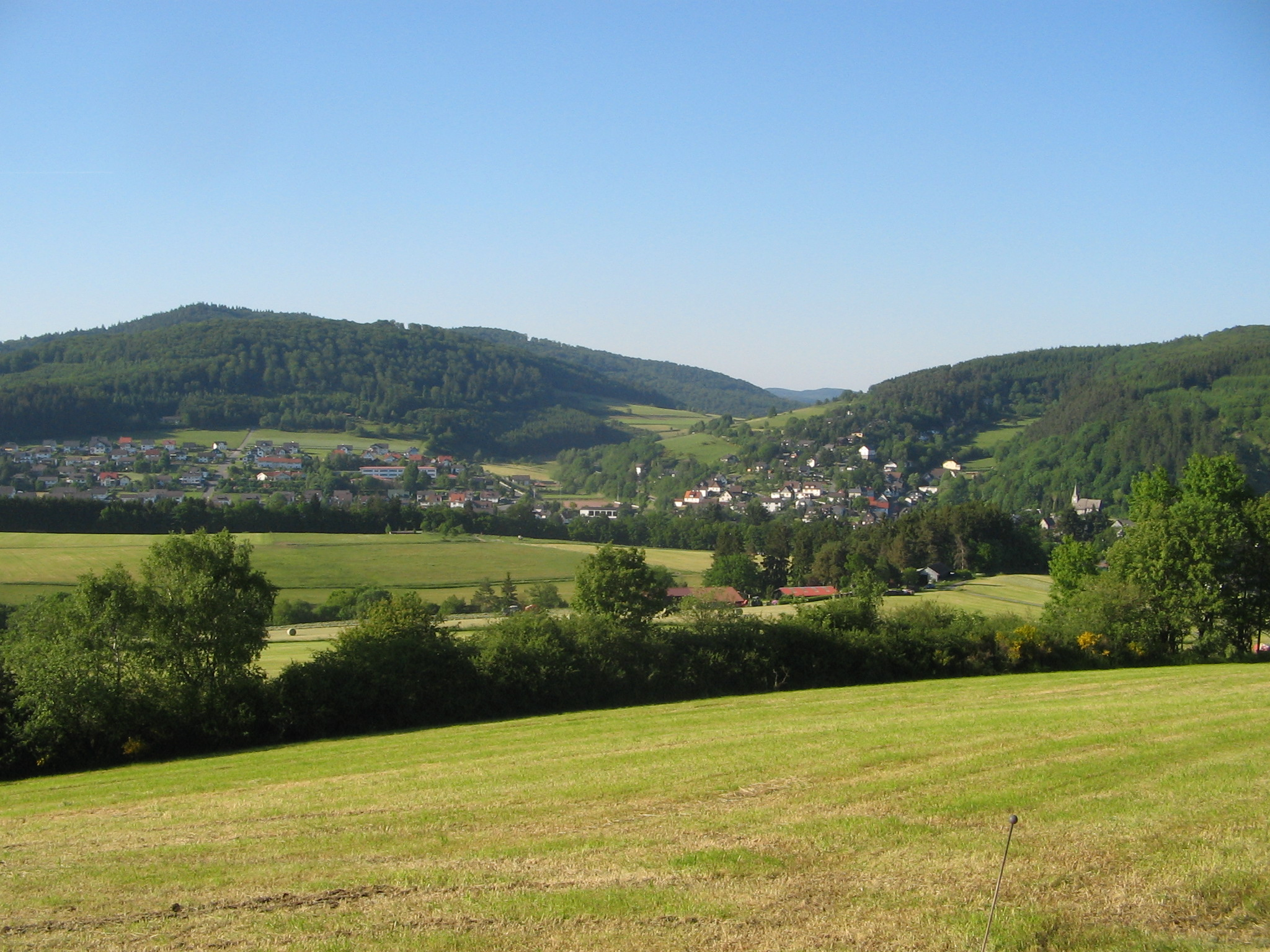
Равнины Хацфельда
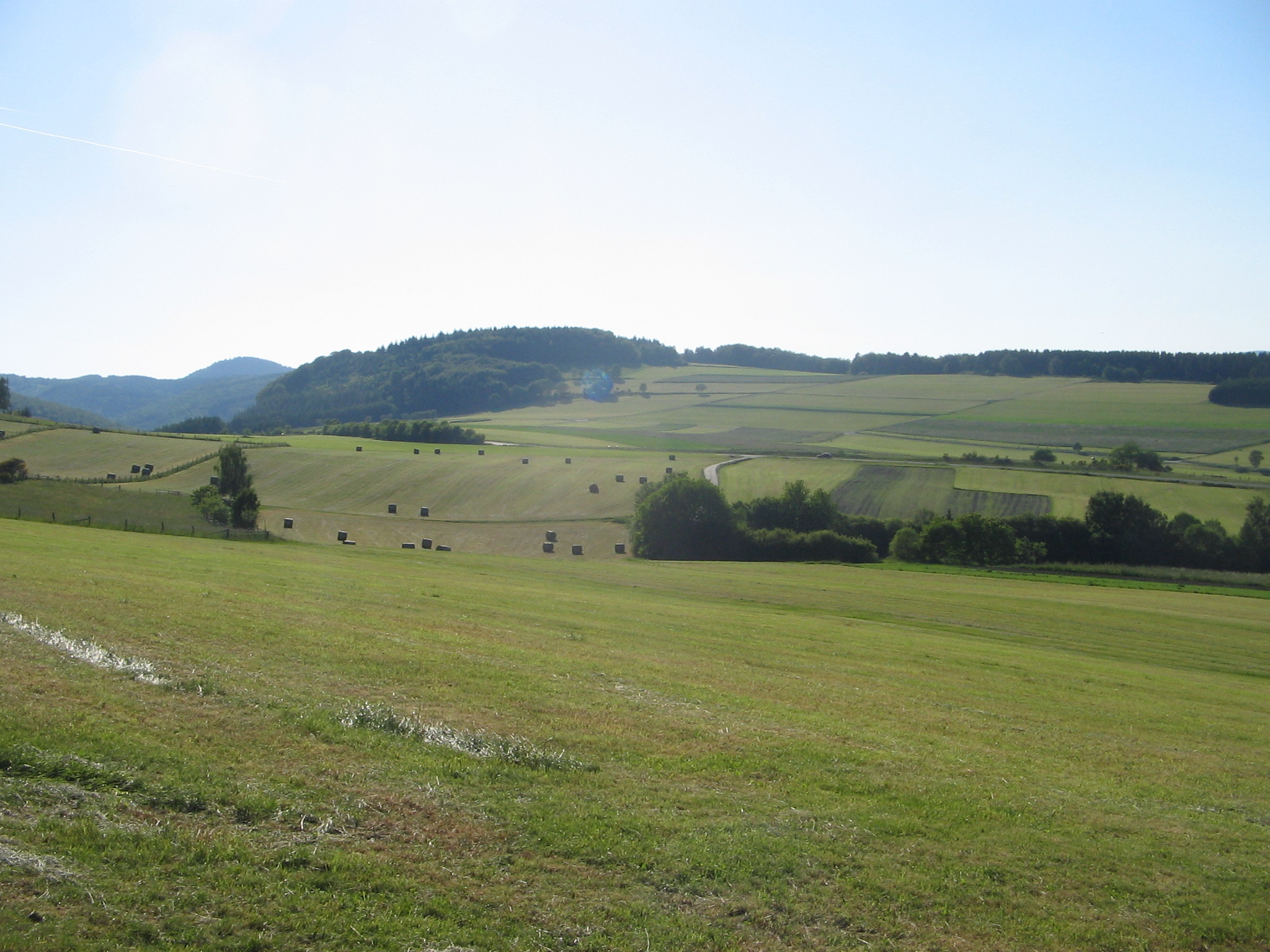
Вид на Алефельд